# Обрі Модіба
Обрі Модіба (англ. Aubrey Modiba; нар. 22 липня 1995, Полокване) — південноафриканський футболіст, захисник клубу «Мамелоді Сандаунз» та національної збірної ПАР.
Виступав, зокрема, за клуби «Мпумаланга Блек Ейсіз» та «Кейптаун Сіті», а також олімпійську збірну ПАР.

## Клубна кар'єра
У дорослому футболі дебютував 2014 року виступами за команду клубу «Мпумаланга Блек Ейсіз», в якій провів два сезони, взявши участь у 26 матчах чемпіонату. 
Своєю грою за цю команду привернув увагу представників тренерського штабу клубу «Кейптаун Сіті», до складу якого приєднався 2016 року. 
До складу клубу «Суперспорт Юнайтед» приєднався 2017 року. Відіграв за команду чотири сезони та в 2020 році перейшов до «Мамелоді Сандаунз», кольори якого наразі захищає.

## Виступи за збірні
2016 року захищав кольори олімпійської збірної ПАР. У складі збірної — учасник футбольного турніру на Олімпійських іграх 2016 року у Ріо-де-Жанейро, провів на турнірі 3 матчі.
2016 року дебютував в офіційних матчах у складі національної збірної ПАР. Наразі провів у формі головної команди країни 27 матчів.